# Асіс (мезорегіон)

Асіс на карті штату Сан-Паулу

Мезорегіон Асіс або Мезорегіон Вале Паранапанема (порт. Mesorregião de Assis, Mesorregião do Vale Paranapanema) — адміністративно-статистичний мезорегіон в Бразилії, входить в штат Сан-Паулу. Населення становить 560 638 чоловік на 2006 рік. Займає площу 12 710,210 км². Густота населення — 44,1 чол./км².

## Склад мезорегіону
В мезорегіон входять наступні мікрорегіони:
1. Асіс
2. Оріньюс

| Бразилія | Це незавершена стаття з географії Бразилії. Ви можете допомогти проєкту, виправивши або дописавши її. |